# Тао Ћан
Тао Ћан (упрош: 陶潜; трад: 陶潛; пин: Táo Qián, 365 — 427), познат и као Тао Јуенминг (кин: 陶淵明), је био један од највећих кинеских песника у периоду између династије Хан и Танг. Потицао је из породице сиромашних учењака и државних чиновника. Незадовољан мрачним стањем друштва и корупцијом на двору, повукао се у усамљеност села. Његове песме изражавају гнушање над исквареношћу двора, љубав према идиличном, пасторалном животу, као и супротност између мрачне стварности и песникових идеала.
Веома су га ценили песници каснијих династија на које је утицао својим идејама и уметничким мајсторством. Око 130 његових песама је сачувано.